# Otto Schumann (Jurist)
Otto Eduard Julius Constantin Schumann (* 20. November 1805 in Bjelostock, Neuostpreußen; † 24. Januar 1869 in Königsberg i. Pr.) war ein deutscher Richter und Abgeordneter in Ostpreußen.

## Leben
Schumann wuchs in Königsberg auf und besuchte dort das Altstädtische Gymnasium, dass das zweitälteste Gymnasium der Stadt war, und studierte danach an der Albertus-Universität Königsberg Rechtswissenschaft. Im Herbst 1824 wurde er mit Friedrich Dewischeit und Julius Larz im Corps Masovia aktiv. Nach den Examen und der Auskultatorausbildung wurde er Kreisgerichtsdirektor, später Land- und Stadtgerichtsrat in Sensburg. Im Preußischen Abgeordnetenhaus vertrat er 1862–1866 den Wahlkreis 6/Gumbinnen 7 (Fortschritt/Kellner) und den Wahlkreis 7–8/Gumbinnen 7 (Fortschritt). Vermutlich „im Interesse des Dienstes“ wurde er 1866 zur Disposition gestellt. Sein Bruder Hermann Schumann, der auch im Corps Masovia aktiv gewesen war, war Pastor und ebenfalls Mitglied des Preußischen Abgeordnetenhauses.